# Uncaria laevigata
Uncaria laevigata är en måreväxtart som beskrevs av Nathaniel Wallich och George Don jr. Uncaria laevigata ingår i släktet Uncaria och familjen måreväxter. Inga underarter finns listade i Catalogue of Life.